# MonaLisa Twins
MonaLisa Twins är en kvinnlig musikgrupp bestående av tvillingarna Mona Wagner och Lisa Wagner, födda 16 juni 1994 i Wien, Österrike men från och med 2014 bosatta i Liverpool.
Gruppen har specialiserat sig på 1960- och 1970-talsmusik och då i första hand med egna tolkningar av många låtar av The Beatles.

## Instrumentation

### Mona Wagner
- sång
- kompgitarr
- slagverk
- munspel
- flöjt
- blockflöjt

### Lisa Wagner
- sång
- sologitarr
- ukulele
- cello

## Diskografi

### Album
- 2007 - MonaLisa & Band, Live in Concert (dubbel-CD)
- 2012 - When We're Together (även DVD)
- 2014 - Play Beatles & More
- 2017 - Orange
- 2018 - Play Beatles & More Vol.2
- 2018 - Play Beatles & More Vol.3
- 2019 - Christmas
- 2020 - The Duo Sessions
- 2020 - Live at The Cavern Club (dubbel-CD)
- 2022 - Why?
- 2023 - The Duo Sessions II

### EP
- 2008 - California Dreaming